# Oligomyrmex elmenteitae
Oligomyrmex elmenteitae är en myrart som först beskrevs av Saverio Patrizi 1948.  Oligomyrmex elmenteitae ingår i släktet Oligomyrmex och familjen myror. Inga underarter finns listade i Catalogue of Life.